# Ferrovia Lavezzola-Lugo
La ferrovia Lavezzola-Lugo è una linea ferroviaria a scartamento ordinario di proprietà statale, che collega Lavezzola a Lugo, entrambe in provincia di Ravenna.
È gestita da RFI che la qualifica come linea complementare.

## Storia
| Tratto                  | Inaugurazione   | Inaugurazione |
| ----------------------- | --------------- | ------------- |
| Lugo-Massalombarda      | 12 aprile 1888  |               |
| Massalombarda-Lavezzola | 10 gennaio 1889 |               |
| Manuale                 |                 |               |

La legge 29 luglio 1879, n. 5002, che determinò i finanziamenti di una rete ferroviaria complementare nel Regno d'Italia, considerò la strada ferrata tra Lavezzola e Lugo come diramazione della Ferrara-Ravenna-Rimini e quindi la pose all'interno della terza categoria.
La linea fu costruita nella seconda metà degli anni ottanta del XIX secolo e fu aperta all'esercizio in due momenti: il tronco da Lugo fino a Massalombarda fu inaugurato il 12 aprile 1888, mentre il servizio su quello fino a Lavezzola fu avviato il 10 gennaio 1889.
Sul finire degli anni ottanta, questa linea ferroviaria fu in assoluto l'ultima sulla quale circolarono i carri bagagliaio LDn.24, accoppiati alle motrici ALn.668 1900.
Nel 2022 viene attivato il raccordo con l'azienda Unigrà di Conselice, frutto di un investimento di 2,5 milioni di Euro, e la conseguente località di servizio di Conselice Zona Industriale. Il raccordo ha lo scopo di trasportare le materie prime dal porto di Ravenna alla centrale a biomasse dello stabilimento.
Al momento la circolazione sulla linea è sospesa e auto sostituita da maggio 2023, a causa della rottura dell'argine del fiume Santerno in prossimità del ponte ferroviario di Sant'Agata sul Santerno. L'argine è stato ripristinato e rinforzato nei mesi successivi, ma la circolazione ferroviaria non è ripresa in quanto i binari non sono stati ripristinati, principalmente perché il livello del ponte è più basso di quello degli argini. A inizio 2025 partiranno i lavori per la rimozione del ponte ferroviario, costruito nel 1951, considerato pericoloso in caso di piene.

## Caratteristiche
| Continuation backward |

| Station on track |

|  | Unknown route-map component "ABZgl" | Unknown route-map component "CONTfq" |

| Non-passenger station/depot on track |

| Station on track |

| Stop on track |

| Unknown route-map component "exCONTgq" | Unknown route-map component "eABZg+r" |  |

| Unknown route-map component "exKBHFa" | Station on track |  |

| Unknown route-map component "exKRWg+l" | Unknown route-map component "eKRWgr" |  |

| Unknown route-map component "exCONTgq" | Unknown route-map component "exSTRr" | Straight track |  |  |

| Stop on track |

| Unknown route-map component "CONTgq" | Unknown route-map component "ABZg+r" |  |

| Station on track |

|  | Unknown route-map component "ABZgl" | Unknown route-map component "CONTfq" |

| Continuation forward |

La linea è una ferrovia a binario semplice e a trazione termica, fa parte dell'infrastruttura ferroviaria nazionale. Lo scartamento adottato è quello ordinario da 1435 mm.
La ferrovia è dotata del sistema di supporto alla condotta ed era esercita con il sistema del dirigente posto di comando, ruolo svolto dal Dirigente Movimento della stazione di Lugo fino a fine 2022. Gli scali di Massa Lombarda e di Conselice svolgevano la funzione di posti periferici, dotati di apparato centrale elettrico a itinerari semplificato. Dal 18 dicembre il regime d'esercizio mutò adottando la dirigenza centrale operativa con sede a Bologna Centrale.

## Traffico
Il servizio passeggeri regionale è espletato da Trenitalia Tper lungo la direttrice Lavezzola-Lugo-Faenza che, dal 2012, viene coperta da due coppie di corse al giorno e da una corsa Lavezzola – Faenza. Il servizio è sospeso nei giorni festivi.
Le corse erano svolte fino alla fine del 2009 da automotrici Diesel ALn 668 della serie 1900, accoppiate in doppia trazione con o senza rimorchi di tipo Ln 664 al centro, mentre fino alla fine del 2007 circa, si poteva ancora assistere a composizioni di semplici ALn 668 1900 e Ln 664 1400.
Attualmente le poche corse in servizio vengono svolte con materiale Minuetto Diesel ALn 501+Ln 220+ ALn 502 della DTR Toscana. Al 2013 i collegamenti sono realizzati con 3 convogli giornalieri sulla direttrice Lavezzola-Faenza e 2 sulla Faenza-Lavezzola, oltre a 5 coppie di autobus sostitutivi che compiono lo stesso tragitto. Date le possibilità di collegamento con le altre linee ferroviarie e le altre città, quali Faenza, Firenze e Ferrara, questo sotto-utilizzo della linea, ormai limitato al servizio scolastico, è stato oggetto di critiche nel corso degli ultimi anni.